# Johan Wiland
Johan Wiland (* 24. Januar 1981 in Borås) ist ein ehemaliger schwedischer Fußballspieler. Der Torwart, der von 2007 bis 2013 in der schwedischen Nationalmannschaft spielte, gewann jeweils die schwedische und dänische Meisterschaft. Mit der Landesauswahl nahm er an zwei Europameisterschaftsendrunden als Ersatztorhüter teil.

## Werdegang

### Erfolge mit IF Elfsborg und Nationalmannschaftsdebüt
Wiland spielte in der Jugend zunächst bei Brämhults IK. Im Alter von 16 Jahren wechselte er als Jugendspieler zu Beginn des Jahres 1998 zu IF Elfsborg. Dort debütierte der Torwart in der Spielzeit 2001 in der Allsvenskan und war auf Anhieb Stammspieler. Am Ende seiner ersten Spielzeit in der schwedischen Eliteserie feierte er zudem den ersten Titelgewinn seiner Karriere, da er auch im Finale des Landespokals gegen AIK an der Seite von Andreas Klarström, Anders Svensson und Fredrik Berglund zur Startelf gehörte und nach dem 10:9-Erfolg nach Elfmeterschießen, in dem er zwei Elfmeter hielt, den Pokalsieg feiern konnte. 2003 gelang ihm mit der Mannschaft die Wiederholung des Triumphes, als die Mannschaft nach einem 2:0-Erfolg über Assyriska FF durch zwei Tore von Lars Nilsson erneut den Pokal nach Borås holte.
Als Stammspieler war Wiland neben Spielern wie Lasse Nilsson, Hans Berggren, Kristoffer Arvhage und Samuel Holmén einer der Garanten, die IF Elfsborg in den folgenden Jahren zum Klassenerhalt verhalfen. Unter Trainer Anders Grönhagen und dessen Nachfolger Magnus Haglund bestritt er in den Spielzeiten 2003 und 2004 jede Erstligapartie, ehe er sich im Sommer 2005 verletzte.
Nach seiner Rückkehr auf den Sportplatz war Wiland in der Spielzeit 2006 erneut Stammspieler und blieb im Saisonverlauf in zwölf von 26 Saisonspielen ohne Gegentor. Damit verhalf er dem Klub an der Seite von Jari Ilola, Daniel Mobaeck und Stefan Ishizaki zum Gewinn des Lennart-Johansson-Pokals für die schwedische Meisterschaft. Als Folge wurde er von Nationaltrainer Lars Lagerbäck in die Nationalmannschaft berufen und debütierte am 18. Januar 2007 bei der 1:2-Niederlage gegen Ecuador während einer Südamerikatour im Nationaltrikot. In der Folgezeit gehörte er unregelmäßig dem schwedischen Kader an und kämpfte mit Rami Shaaban um den Platz als zweiter Torhüter hinter Andreas Isaksson in der Landesauswahl. Als zweiter Ersatzmann wurde er von Lars Lagerbäck für die Europameisterschaft 2008 nominiert.

### Wechsel nach Dänemark
Nach der Europameisterschaft gab Wiland seinen Wechsel in die dänische Superliga zum FC Kopenhagen bekannt. Bis Saisonende spielte er mit IF Elfsborg um den Meistertitel, musste sich aber mit dem Vizemeistertitel hinter Kalmar FF begnügen, ehe er seinen Fünfjahresvertrag in Dänemark antrat.
Beim FC Kopenhagen verdrängte er den Australier Nathan Coe als ersten Ersatzmann des Stammtorhüters Jesper Christiansen. Bis Saisonende im Sommer 2009 blieb er ohne Ligaeinsatz, konnte sich aber über das Double aus dänischer Meisterschaft und Pokalsieg freuen. Auch zu Beginn der folgenden Spielzeit war er Ersatzmann, ehe er Ende August nach einer Verletzung Christiansens zwischen die Pfosten nachrückte. Er nutzte die sich bietende Chance und blieb auch nach Genesung des Konkurrenten im Tor. Zum Saisonende holte er somit als Stammspieler den Meistertitel, während Christiansen im Sommer 2010 den Verein wechselte. In der Folge hielt er sich im erweiterten Kader der Nationalmannschaft, über weite Strecken saß er bei Pflichtspielen der Nationalelf als Ersatzmann von Isaksson auf der Auswechselbank.
In der UEFA Champions League 2010/11 erreichte Wiland an der Seite von Jesper Grønkjær, Oscar Wendt, William Kvist und Zdeněk Pospěch nach den Spielen im Champions-Weg gegen Rosenborg Trondheim aufgrund der Auswärtstorregel die Gruppenphase. Dort wurde die Mannschaft von Trainer Ståle Solbakken als Außenseiter gesehen, erreichte jedoch das Achtelfinale. Hinter dem FC Barcelona, gegen den im heimischen Parken ein 1:1-Unentschieden gelang, wurde die Mannschaft Gruppenzweiter. Gegen den FC Chelsea schied Wiland mit seinen Kollegen jedoch aus dem Wettbewerb aus, er hatte alle acht Spiele über die komplette Spieldauer bestritten. Auch in der parallel laufenden nationalen Meisterschaft war der Verein erfolgreich. Mit 26 Punkten Vorsprung auf Vizemeister Odense BK verteidigte die Mannschaft den Meistertitel.
Nachdem Solbakken sich in Richtung Bundesliga verabschiedet hatte, übernahm Wilands Landsmann Roland Nilsson das Traineramt. Zwar platzierte sich auch unter seiner Leitung die Mannschaft an der Tabellenspitze, dennoch ersetzte ihn der Verein in der Winterpause durch Carsten Jensen. Während er unter beiden Trainern als Stammspieler agierte, hatte er sich in der Nationalmannschaft als Ersatztorhüter der „Nummer 1“ Isaksson etabliert. Dabei kam er in zwei Spielen der Qualifikation zur Europameisterschaft 2012 zum Einsatz. Nach geglückter Qualifikation nominierte ihn Nationaltrainer Erik Hamrén Mitte Mai neben den Torhütern Isaksson und Pär Hansson für die EM-Endrunde.

## Erfolge

### Titelgewinne
- Schwedischer Meister: 2006
- Schwedischer Pokalsieger: 2001, 2003
- Dänischer Meister: 2009, 2010, 2011
- Dänischer Pokalsieger: 2009

### Persönliche Auszeichnungen
- Schwedischer Torhüter des Jahres: 2008, 2010
- Dänischer Torhüter des Jahres: 2010, 2011